# (35119) 1992 EY6
1992 EY6 (asteroide 35119) é um asteroide da cintura principal. Possui uma excentricidade de 0.04284250 e uma inclinação de 15.02329º.
Este asteroide foi descoberto no dia 1 de março de 1992 por UESAC em La Silla.